# Kazimierz Załęski (kapitan)

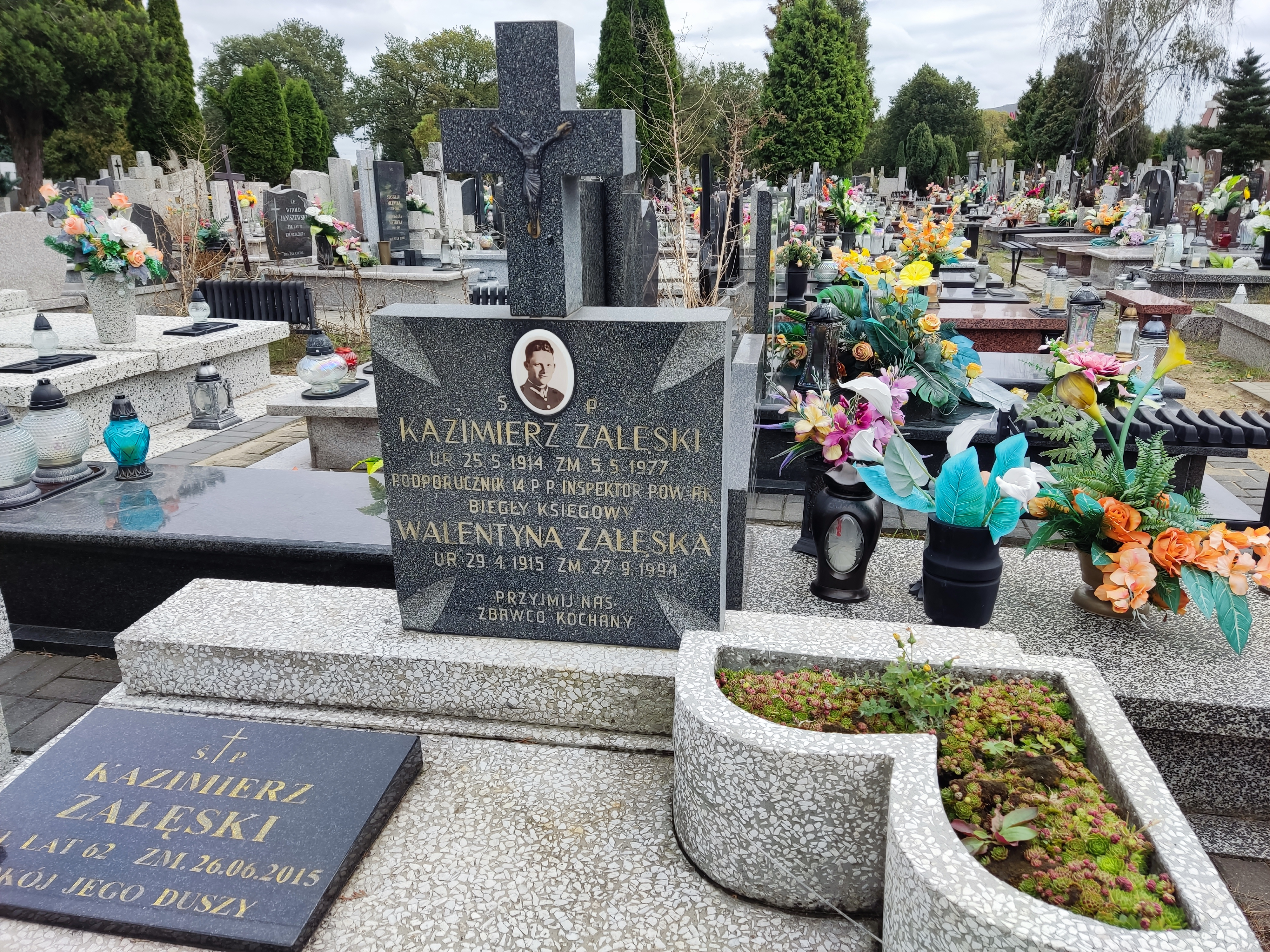
Grób Kazimierza Załęskiego na łódzkim cmentarzu Matki Bożej Nieustającej Pomocy.

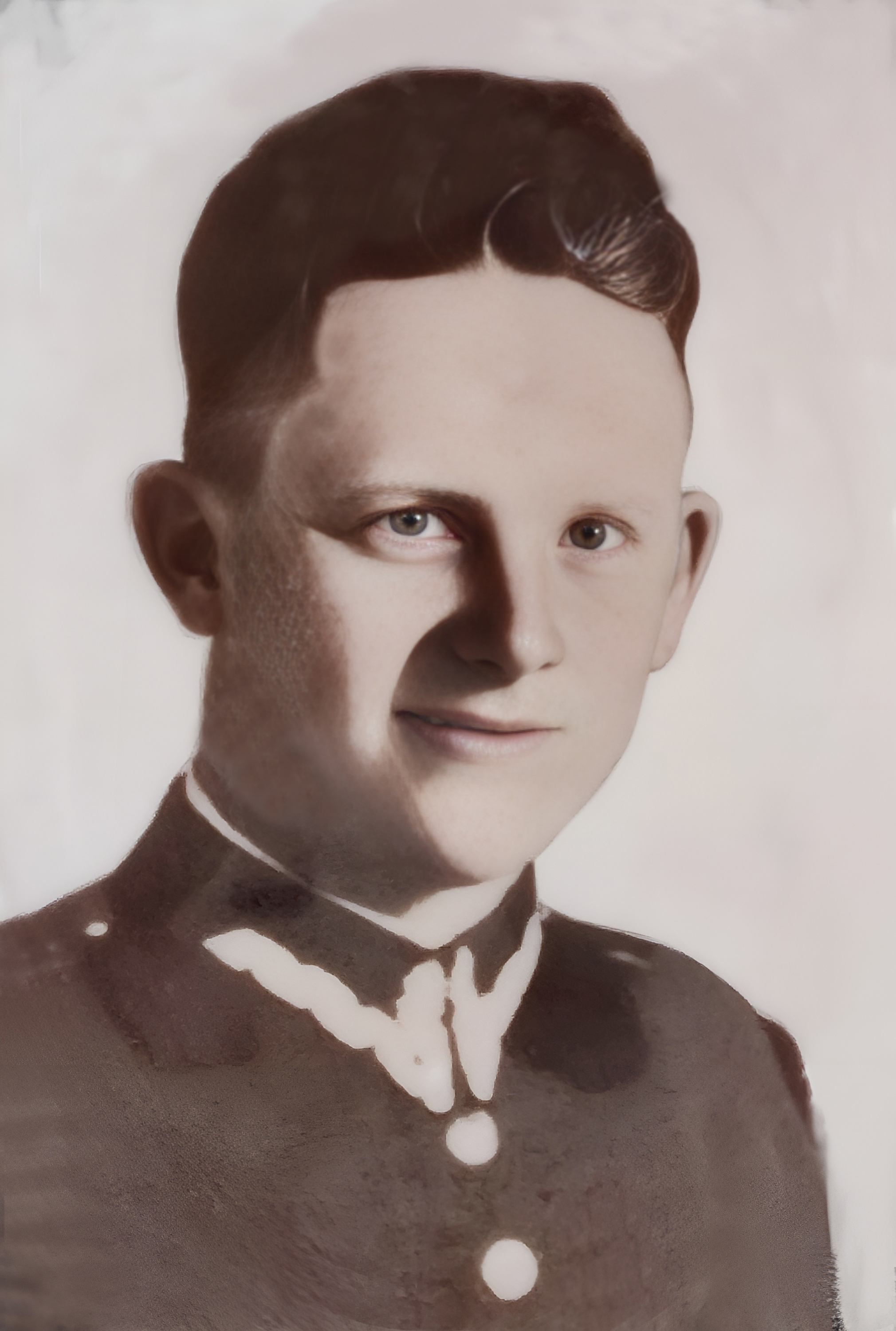
Kazimierz Załęski jako podporucznik 14 pułku piechoty.

Kazimierz Załęski ps. „Jaworski”, „Jon”, „Jabłoński” (ur. 25 maja 1914 w Koseminie, zm. 5 maja 1977 w Łodzi) – kapitan piechoty Wojska Polskiego i Armii Krajowej. Komendant Podokręgu Ciechanów Polskiej Organizacji Zbrojnej, komendant Inspektoratów Rejonowych w Podokręgu Północnym Obszaru Warszawskiego Armii Krajowej: II Ciechanów, III B, I Płocko-Sierpeckiego i II „OW”. W konspiracji używał fałszywych dokumentów na nazwiska Franciszek Kazimierz Rybicki vel Rybak i Kazimierz Bielawski.

## Życiorys
Urodził się 25 maja 1914 w Koseminie jako syn Franciszka i Leokadii z domu Wetmańskiej - rolników i właścicieli młyna. Ukończył siedem klas szkoły powszechnej (pierwsze cztery w Koseminie i trzy ostatnie w Bieżuniu). W 1934 złożył z wynikiem pozytywnym egzamin maturalny w Państwowym Seminarium Nauczycielskim w Wymyślinie. 
W latach 1934-1937 kształcił się w Szkole Podchorążych Piechoty w Ostrowi Mazowieckiej-Komorowie, przechodząc na początku tej edukacji kurs unitarny w Różanie (1934-1935). Promowany przez Prezydenta RP Ignacego Mościckiego na stopień podporucznika, ze starszeństwem z dniem 1 października 1937 i 315. lokatą w korpusie oficerów piechoty. Skierowany do służby w 14 pułku piechoty z Włocławka, w którym objął dowodzenie nad plutonem w 1. kompanii strzeleckiej (kompanią dowodził wówczas por. Władysław Szelepin). W październiku 1938 wziął udział w operacji zaolziańskiej – jako oficer 3. kompanii strzeleckiej, w zbiorczym batalionie wystawionym przez 14 pp (zajmował stanowisko zastępcy dowódcy tej kompanii, którym był ppor. Mieczysław Nejman). Na dzień 23 marca 1939 zajmował 310. lokatę wśród podporuczników piechoty w swoim starszeństwie. Do momentu ogłoszenia mobilizacji nadal dowodził plutonem 1. kompanii strzeleckiej I batalionu 14 pułku piechoty.
Zgodnie z przydziałem mobilizacyjnym został dowódcą 1. kompanii strzeleckiej w I batalionie 14 pp i na jej czele wziął udział w walkach toczonych przez włocławski pułk w okolicach Grudziądza. Podczas tychże walk został wyróżniony w boju, a w dniu 3 września 1939 pod Mełnem otrzymał ciężką ranę (w klatkę piersiową i prawe ramię) i został ewakuowany w okolice Kutna. Tam dostał się do niemieckiej niewoli.
Przebywał w szpitalu jenieckim SS w Łodzi, z którego uciekł wiosną 1940. Po ucieczce, wraz z dwoma innymi oficerami, podjął próbę przedostania się przez Węgry na Zachód. Próba ta nie powiodła się i Kazimierz Załęski powrócił na krótko do Warszawy. Następnie ukrywał się w rodzinnym Koseminie. Pod koniec 1940 rozpoczął działalność konspiracyjną w szeregach Polskiej Organizacji Zbrojnej, będąc, na polecenie kpt. Mieczysława Teodorczyka, jednym z organizatorów struktur tej organizacji w powiecie ciechanowskim . 
Od początków 1941 ukrywał się w Chotumiu koło Ciechanowa u rodziny Rybickich (oficjalnie zatrudniony był jako robotnik rolny). Jesienią 1941 objął stanowisko komendanta Podokręgu Ciechanów POZ, obejmującego powiaty: Mława, Ciechanów, Działdowo, Przasnysz, Pułtusk, Maków i Ostrołęka. W sierpniu 1942, po scaleniu POZ z Armią Krajową, powołany na stanowisko komendanta Inspektoratu Rejonowego II Ciechanów AK (wchodzącego w skład Podokręgu Północ Obszaru Warszawskiego AK). Po zmianach organizacyjnych w Podokręgu objął w 1943 funkcję komendanta Inspektoratu Rejonowego III B, którą sprawował do listopada tr. Zagrożony aresztowaniem został przeniesiony i od grudnia 1943 do listopada 1944 kierował Inspektoratem Rejonowym I Płocko-Sierpeckim AK. Po kolejnej reorganizacji Podokręgu Północ objął w listopadzie 1944 stanowisko komendanta Inspektoratu Rejonowego II „OW” (obejmującego Obwody AK: Płock, Sierpc, Mława i Działdowo), które zajmował do dnia rozwiązania Armii Krajowej (19 stycznia 1945) .
Po wkroczeniu wojsk radzieckich na teren podległego mu inspektoratu ukrywał się w schronie w Maliszewku, lecz w dniu 21 stycznia 1945 został aresztowany przez NKWD wskutek zdrady. Najbliższej nocy uciekł z aresztu i przez krótki czas mieszkał we Włocławku. W tym okresie był poszukiwany przez Urząd Bezpieczeństwa. Potem wyjechał do Łodzi, gdzie podjął pracę w Państwowych Zakładach Wydawnictw Szkolnych, w których awansował na stanowisko biegłego księgowego. Początkowo nie utrzymywał żadnych kontaktów z byłymi uczestnikami konspiracji, nawiązał je dopiero po 1956, co pozwoliło organom bezpieczeństwa ustalić jego tożsamość. Było to przyczyną późniejszych szykan i inwigilacji oraz choroby serca.
W 1944 zawarł związek małżeński z Walentyną Borowiec (ur. 29 kwietnia 1915, zm. 27 września 1994), uczestniczką konspiracji ps. „Magda”, która w 1940 pomogła mu w ucieczce ze szpitala (zajmowała w nim wówczas stanowisko siostry oddziałowej). Z ich związku narodziła się czwórka dzieci, w tym syn Kazimierz (ur. 3 grudnia 1952, zm. 26 czerwca 2015).
Kazimierz Załęski zmarł na nowotwór płuc i wątroby w dniu 5 maja 1977 w Łodzi i został pochowany na tamtejszym cmentarzu rzymskokatolickim Matki Bożej Nieustającej Pomocy przy ulicy Szczecińskiej 96/100 - kwatera: 9, front: 12, grób: 9. Spoczywa razem z żoną Walentyną i synem Kazimierzem.

## Awanse
- podporucznik (1.10.1937)[2]
- porucznik (11.11.1942)[8]
- kapitan (1.1.1945)[8]